# (8537) Billochbull
(8537) Billochbull est un astéroïde de la ceinture principale.

## Description
(8537) Billochbull est un astéroïde de la ceinture principale. Il fut découvert le 21 mars 1993 à La Silla par Claes-Ingvar Lagerkvist. Il présente une orbite caractérisée par un demi-grand axe de 3,04 UA, une excentricité de 0,10 et une inclinaison de 9,9° par rapport à l'écliptique.

## Compléments